# Kostel svatého Jana Křtitele (Rohenice)
Kostel svatého Jana Křtitele je římskokatolický filiální kostel v Rohenicích, patřící do farnosti České Meziříčí. Je chráněn jako kulturní památka České republiky.

## Historie
Původní gotický kostel byl založen před rokem 1361.

## Architektura
Při přestavbě původního gotického kostela v 16. století byly klenby sneseny, takže nyní je kostel plochostropý. Kostel je jednolodní, presbytář užší, zakončený pravoúhle, sakristie v ose v západním průčelí s předsíňkou. V závěru presbytáře je gotický hrotitý sanktuář. Kruchta je dřevěná, trojramenná, nesená dřevěnými sloupy. Západní portál hrotitý s profilovaným ostěním a trojlistou kružbou.

## Interiér
Inventář je především z 2. poloviny 17. století. Portálový hlavní oltář z let 1690–1696 s obrazem sv. Jana Křtitele od J. Hanuše je z roku 1769. Vzácný pozdně gotický křídlový oltář z dílny mistra čáslavské desky s obrazem Krista Trpitele, vpravo na křídlech s obrazy sv. Jana Křtitele, sv. Pavla a sv. Kateřiny, vlevo s obrazy sv. Jana Evangelisty, sv. Petra a sv. Doroty, na předělu je kalich mezi dvěma anděly a po stranách vázy s květinami. Namalován byl roku 1533 zřejmě přímo pro rohenický kostel. Kazatelna je z konce 17. století a cínová křtitelnice z roku 1602.

## Zvonice
Samostatně stojící dřevěná osmiboká zvonice byla přistěvěna v roce 1652.

## Bohoslužby
Bohoslužby se konají druhou neděli v měsíci ve 14.00.

## Galerie

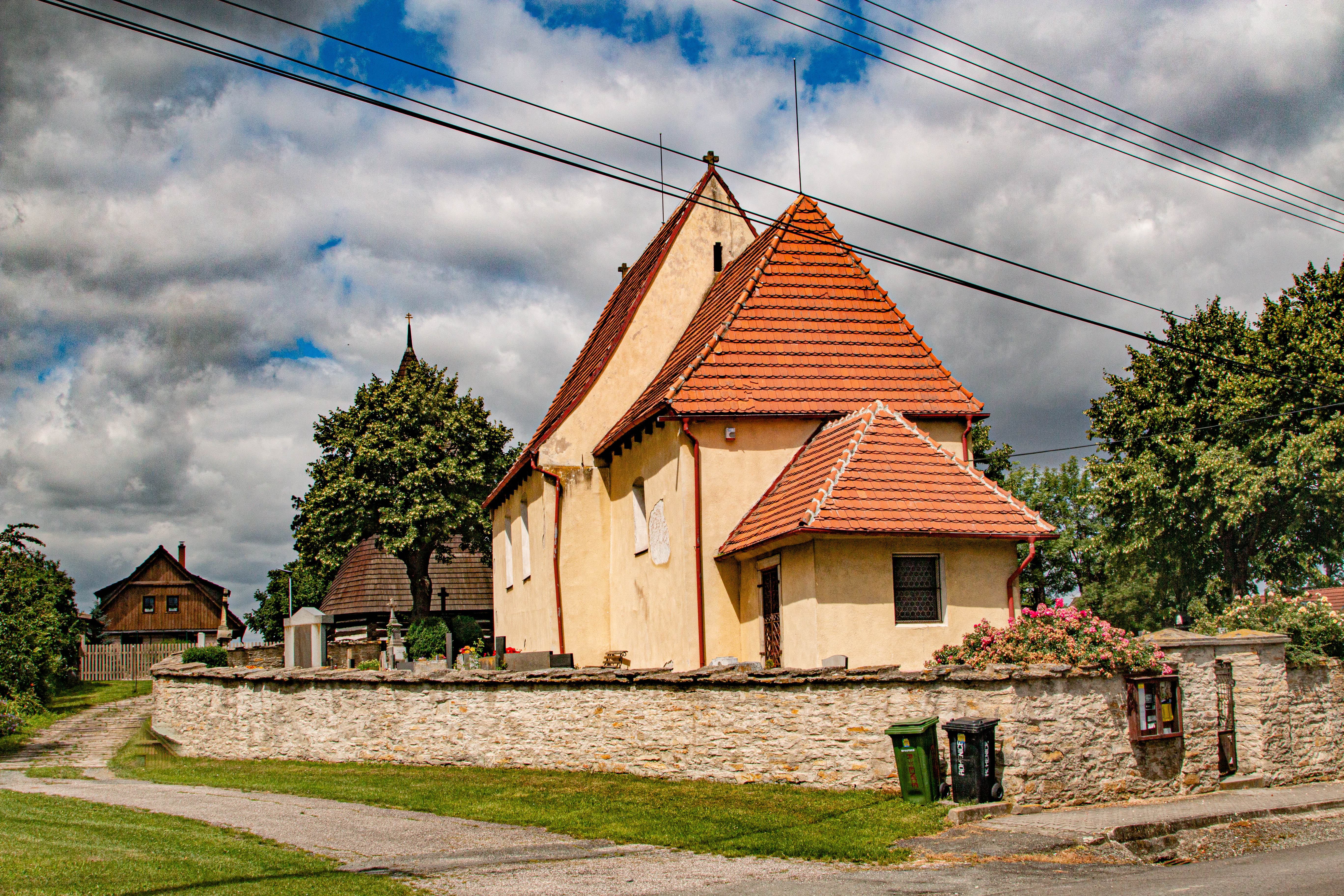
Kostel sv. Jana Křtitele v Rohenicích
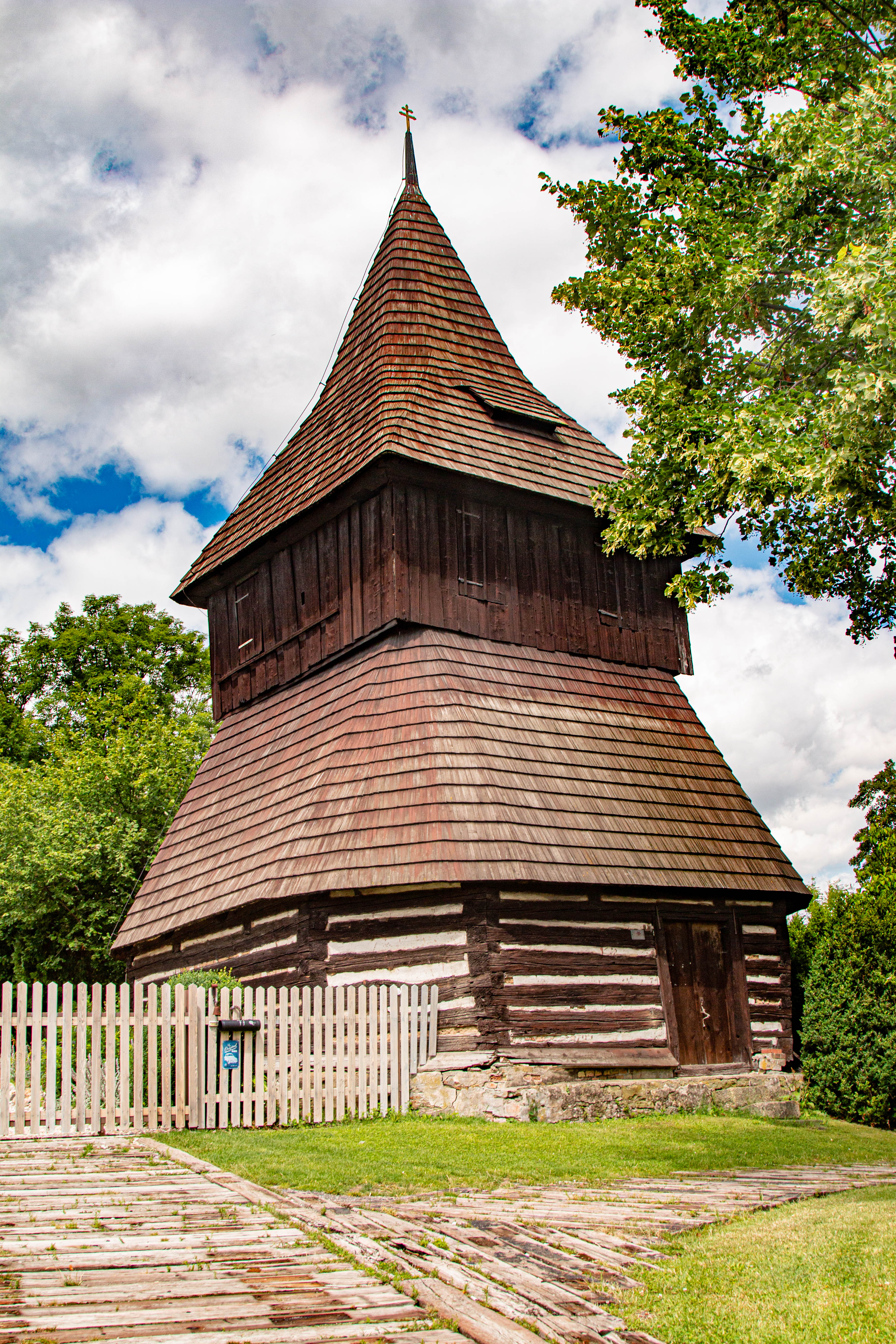
Zvonice u kostela sv. Jana Křtitele v Rohenicích
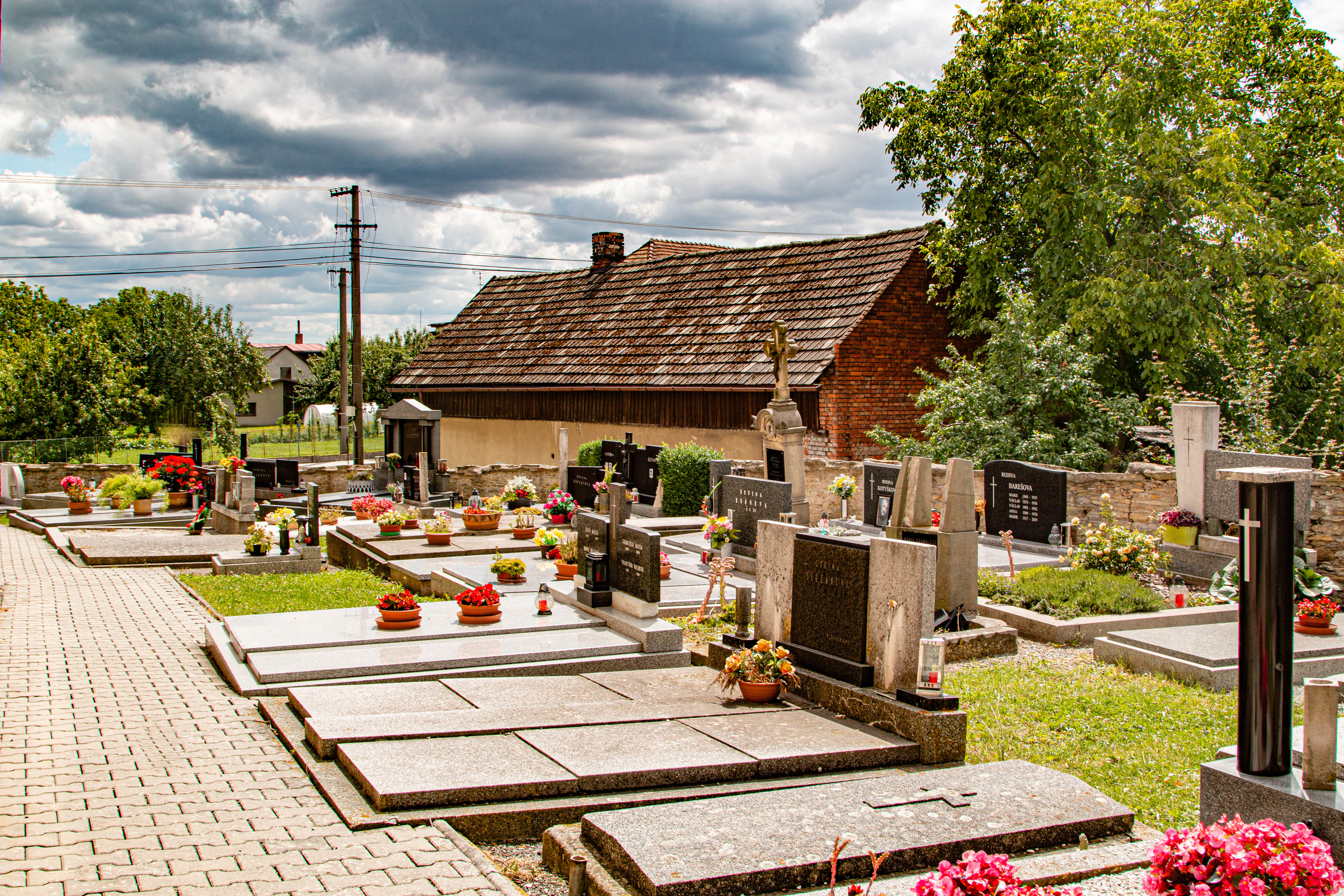
Hřbitov v obci Rohenice